# Ganvié
Ganvié ist ein Pfahlbautendorf in Benin. Es liegt im Nokoué-See nördlich von Cotonou und ist mit rund 20.000 Einwohnern das vermutlich größte auf einem See errichtete Dorf Afrikas. Die Haupteinnahmequellen der Bevölkerung sind Fischzucht in der Lagune sowie Tourismus.
Das Dorf wurde im 17. oder 18. Jahrhundert von den Tofinu-Leuten gegründet, die den See bebauten, um zu vermeiden, dass Fon-Krieger Sklaven für den Verkauf an europäische Händler erbeuten. Sie hatten herausgefunden, dass sich die Fon-Krieger traditionell nicht ins Wasser begeben. Die Bewohner des Dorfes Ganvie werden oft als „Wassermänner“ bezeichnet.

## Weltkulturerbe-Status
Das Dorf wurde 1996 auf die Vorschlagsliste des UNESCO-Weltkulturerbes gesetzt.

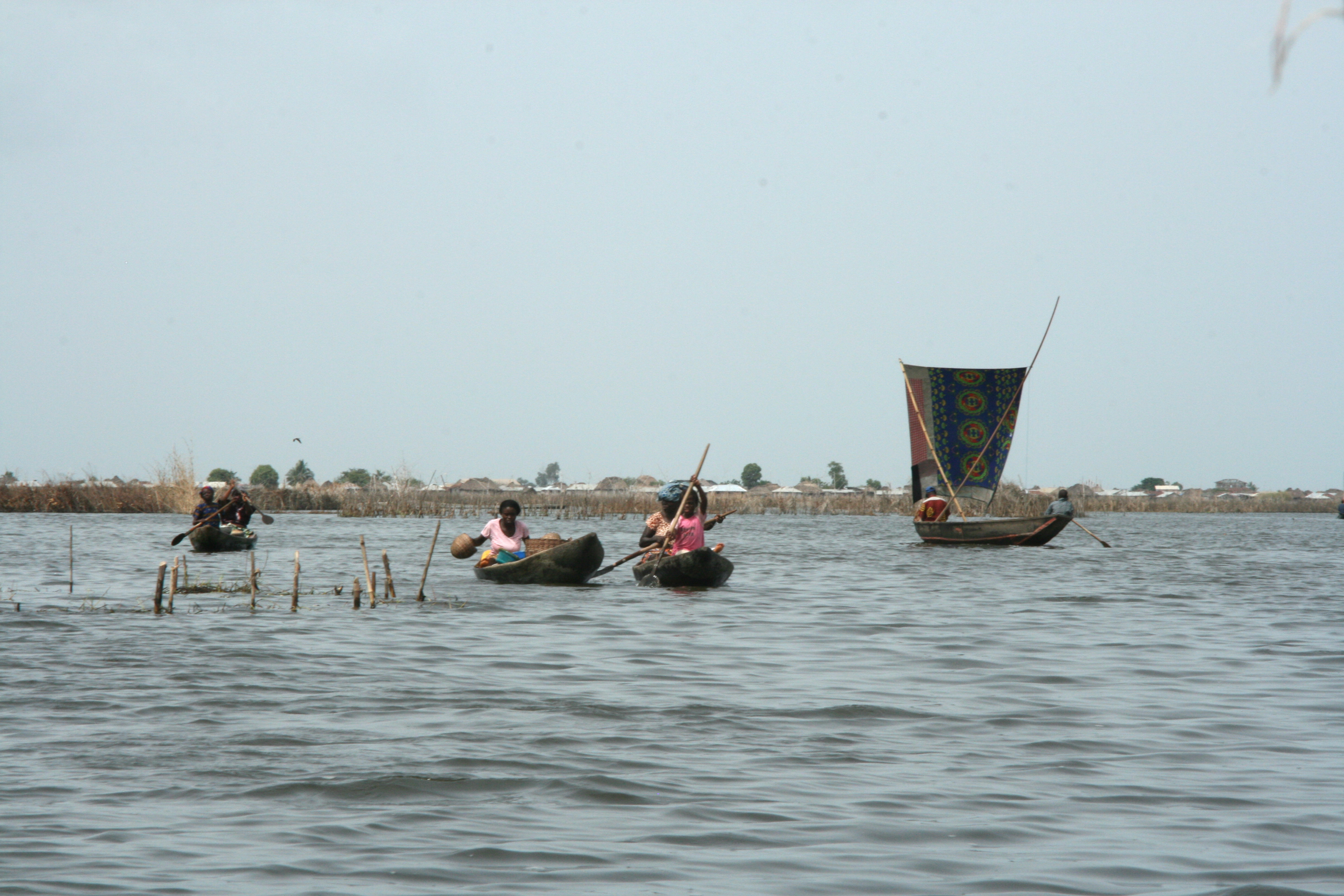
Pirogen auf dem Weg von Abomey-Calavi nach Ganvié
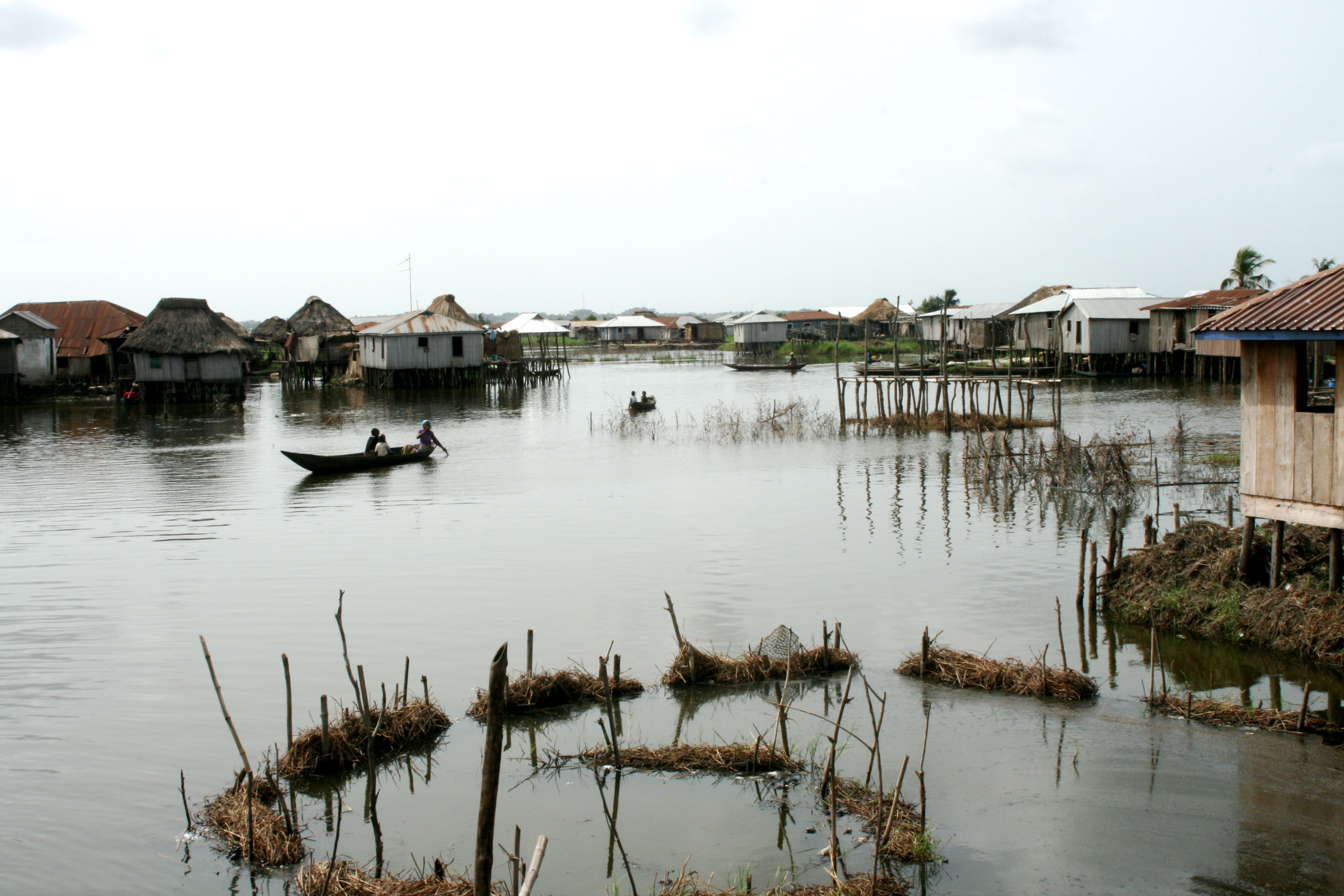
Teil des Dorfes, im Vordergrund eine Anlage zur Fischzucht
- Bootsfahrt durch Ganvie
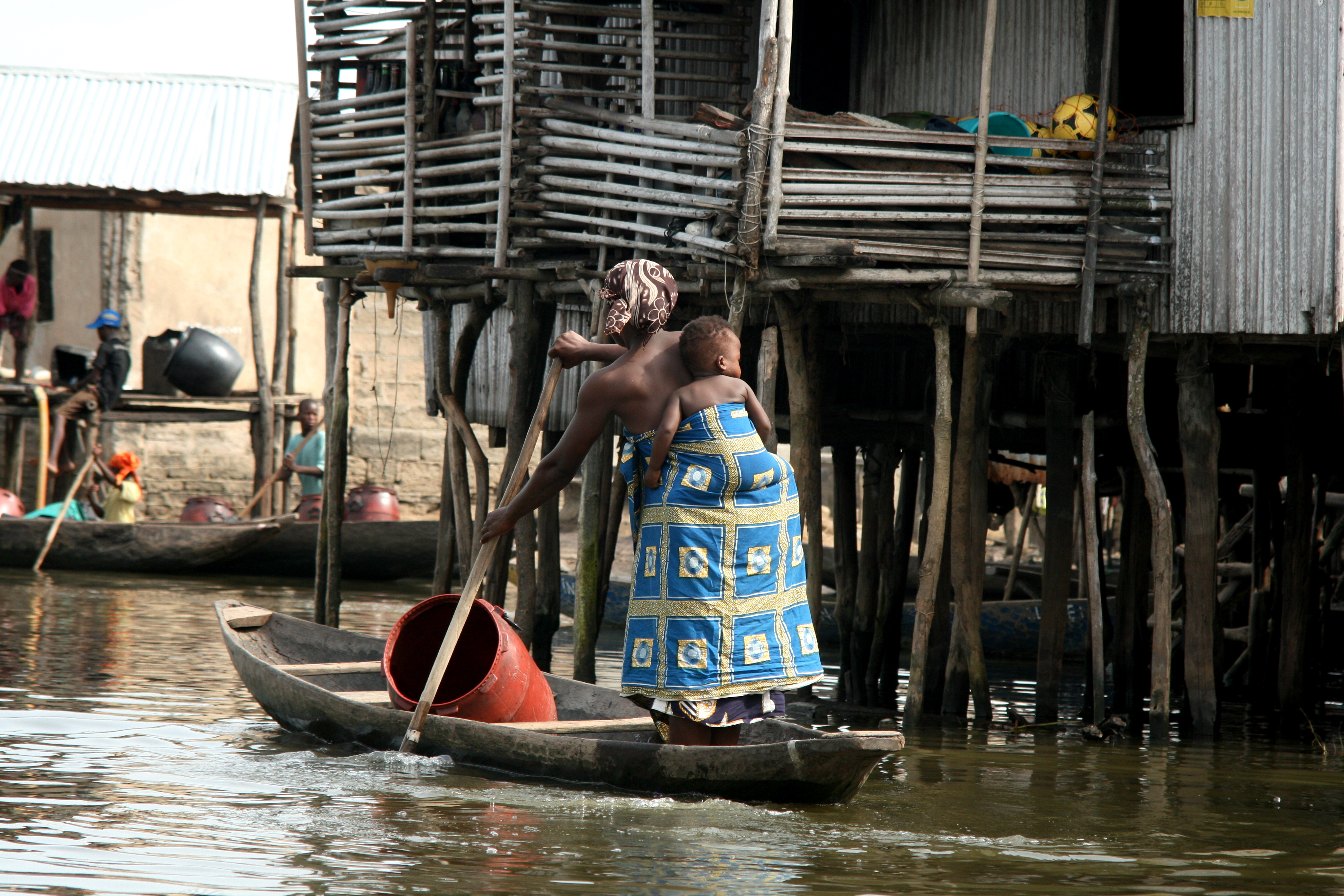
Einwohnerin in einer Piroge
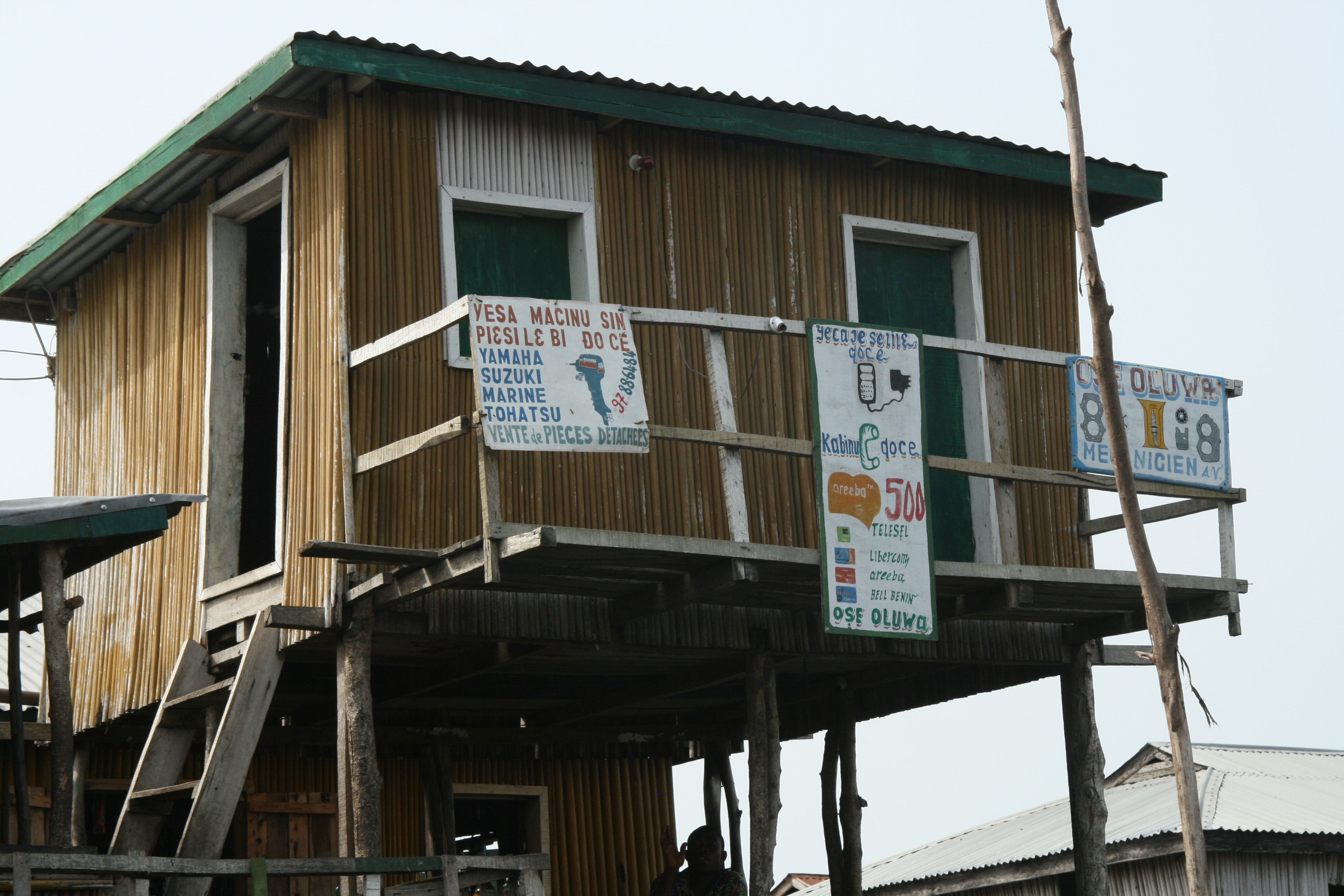
Zweisprachige Schilder auf Fon und Französisch an einem Telefongeschäft
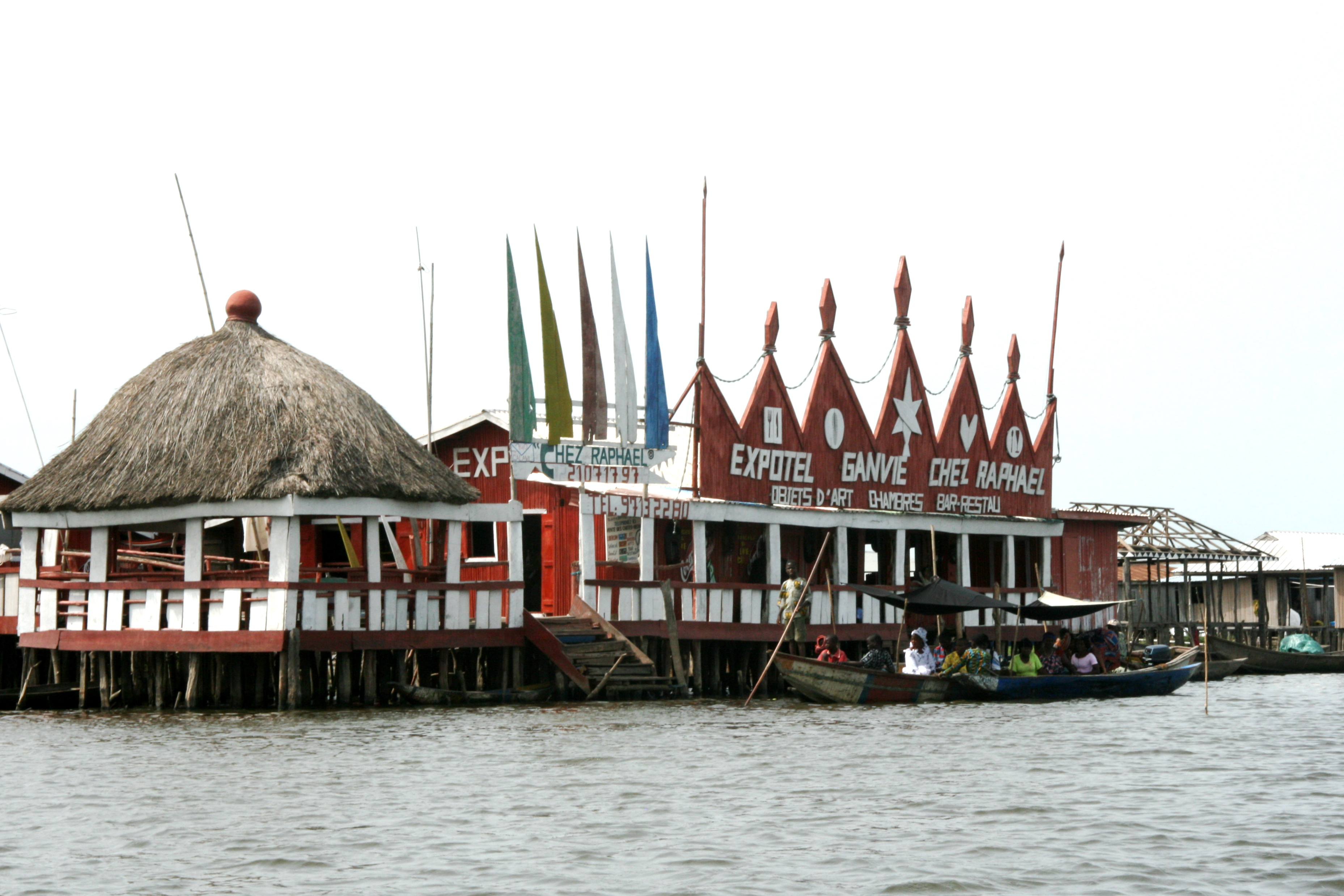
Restaurant und Hotel
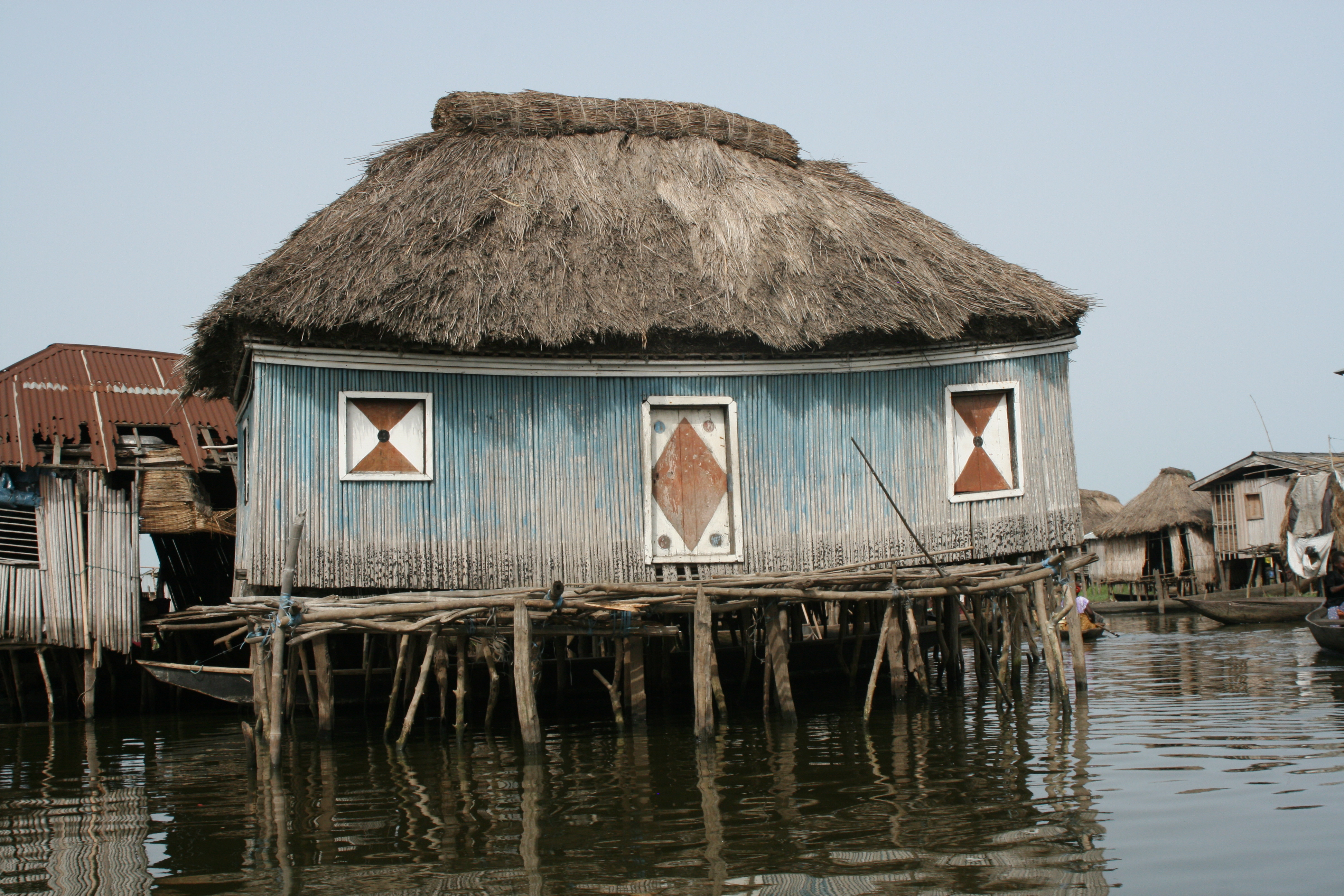
Wohnhaus
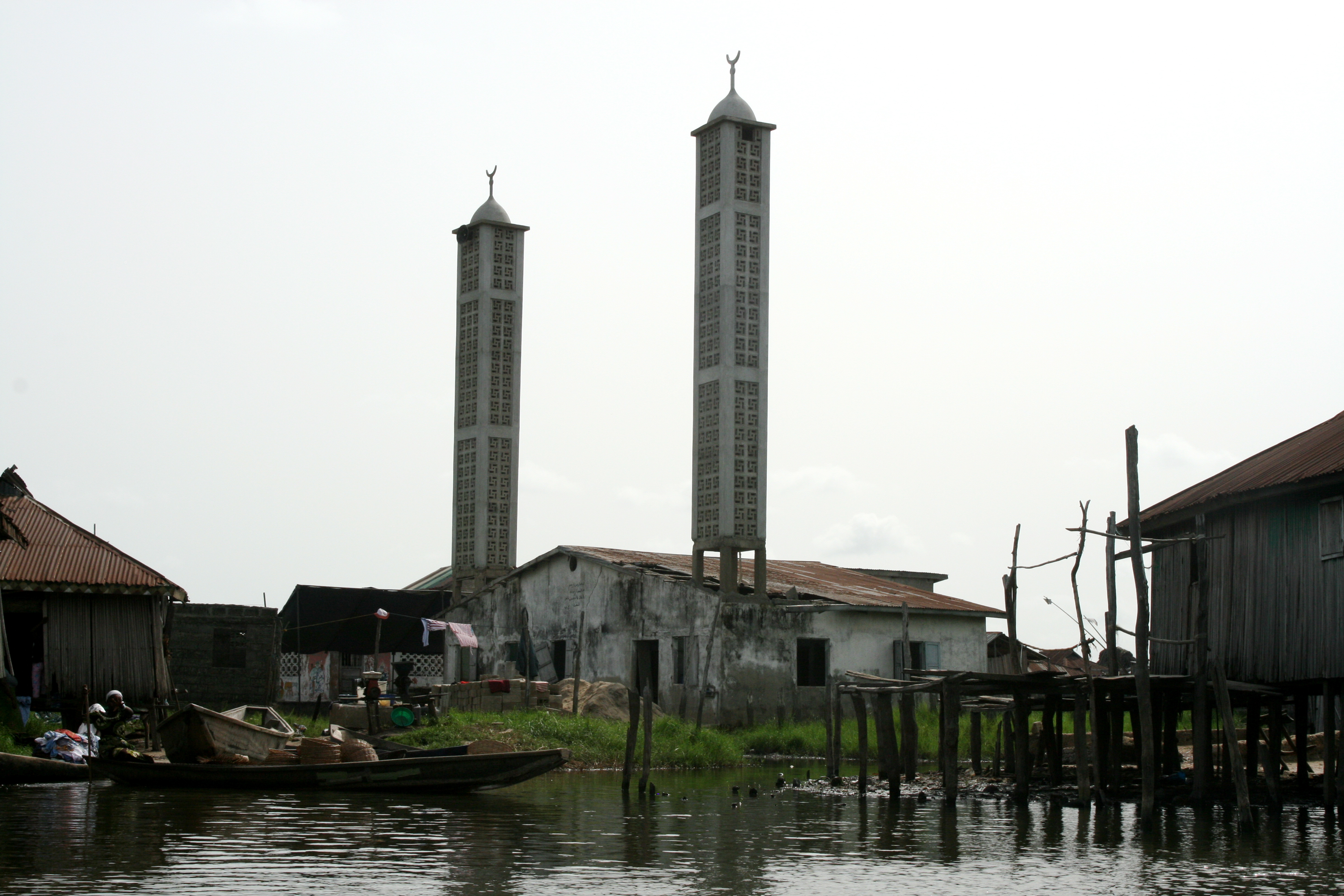
Moschee
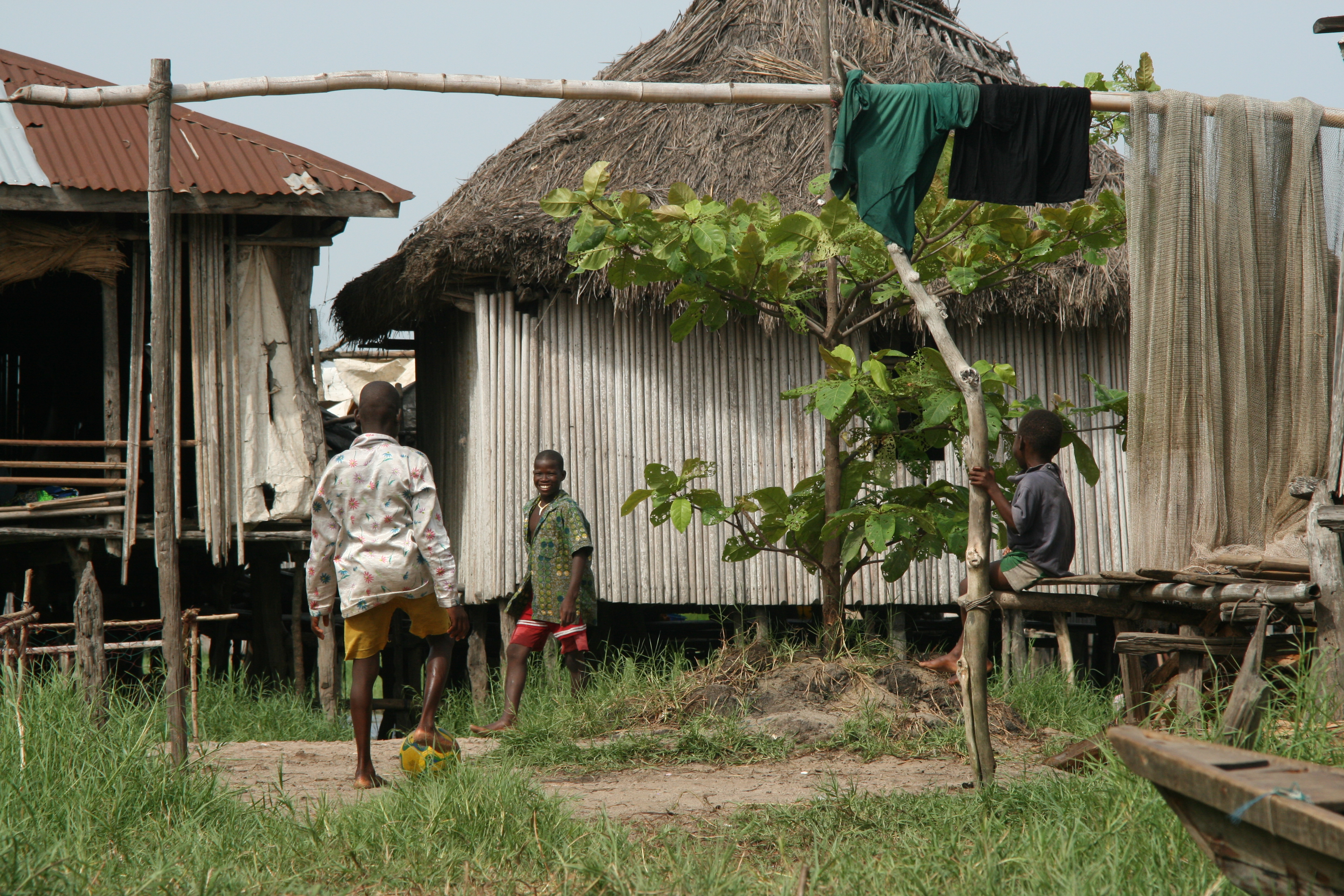
Fußballplatz

## Persönlichkeiten
- Marcel Dandjinou (* 1998), Fußballspieler